# Zygmunt III Waza
Zygmunt III Waza, szw. Sigismund (ur. 20 czerwca 1566 w Gripsholm, zm. 30 kwietnia 1632 w Warszawie) – król Polski i wielki książę litewski w latach 1587–1632 oraz król Szwecji (panował w latach 1592–1599, zachował tytuł do śmierci w 1632) z dynastii Wazów. W latach 1592–1599 głowa unii polsko-szwedzkiej. Syn króla szwedzkiego Jana III Wazy i królewny polskiej Katarzyny Jagiellonki, po kądzieli wnuk króla Zygmunta Starego i królowej Bony. Ojciec królów polskich Władysława IV i Jana Kazimierza. Za panowania Zygmunta III Rzeczpospolita osiągnęła swój największy obszar.

## Charakterystyka postaci
Zygmunt III Waza był wszechstronnie wykształcony, biegle władał pięcioma językami, w tym językiem polskim. Przyszły król już za młodu był człowiekiem ogromnie poważnym i pełnym monarszej godności, stronił od biesiad. Zygmunt III Waza odznaczał się pracowitością, pobożnością oraz wewnętrzną dyscypliną. Dzień zaczynał od wysłuchania dwóch mszy świętych. Do końca życia pamiętał o codziennym odmawianiu brewiarza i godzinek. Był dobrym gospodarzem, trzykrotnie zwiększył dochody skarbu królewskiego.
Był artystycznie uzdolniony, parał się malarstwem i złotnictwem, grał na klawikordzie i znał się na architekturze. Roztoczył opiekę nad sztuką, naśladując mecenat Habsburgów. Zgromadził obrazy mistrzów weneckich i flamandzkich, tworząc pierwszą nowoczesną galerię w Polsce. Swoje plastyczne zamiłowania rozwijał również w rzeźbie, sztycharstwie, snycerstwie, złotnictwie i obróbce bursztynu. Wykonywał złote kielichy, pateny, monstrancje, świeczniki, lampy, z upodobaniem budował zegary. Wykonane przez siebie przedmioty ofiarowywał kościołom i osobom zaprzyjaźnionym. Interesował się alchemią, co miało w przyszłości stać się pośrednią przyczyną pożaru na Zamku Królewskim w Krakowie w 1595r.
Król lubił łowy, grał w piłkę, zajmował się sadem i ogrodem.

## Narodziny królewicza
Rodzice Zygmunta: książę Finlandii Jan, późniejszy król Szwecji Jan III Waza oraz królewna polska Katarzyna Jagiellonka zawarli związek małżeński 4 października 1562 r. w Wilnie. Po ślubie zamieszkali w Turku, gdzie prowadzili własny dwór.
12 sierpnia 1563 r. król Szwecji Eryk XIV najechał na Turku i uwięził parę książęcą w zamku Gripsholm, niedaleko Sztokholmu. Katarzynie Jagiellonce zaproponował wolność, jednak nie opuściła męża. 20 czerwca 1566 r. w Gripsholm urodziła Zygmunta.
Wiosną 1569 r. rodzice Zygmunta, Jan III Waza i Katarzyna Jagiellonka, zostali koronowani na króla i królową Szwecji.

## Objęcie władzy w Rzeczypospolitej Obojga Narodów
Po śmierci króla Stefana Batorego (1586) zwołano na dzień 30 czerwca 1587 wolną elekcję na polu elekcyjnym w Woli pod Warszawą.
Zgłoszono dwóch kandydatów: 21-letniego szwedzkiego królewicza Zygmunta (syna Katarzyny Jagiellonki) oraz drugiego kandydata: arcyksięcia austriackiego Maksymiliana III Habsburga.
Wielki hetman Jan Zamoyski popierał Zygmunta Wazę, natomiast ród Zborowskich opowiadał się za wyborem Habsburga. Zaś szlachta litewska, która zebrała się w oddzielnym kole, nie wzięła udziału w wyborze króla, uzależniając swój udział od spełnienia jej postulatów, m.in. oddania Litwie Inflant.
Mimo absencji Litwinów 19 sierpnia 1587 większość zebranych, wraz z interreksem, prymasem Stanisławem Karnkowskim, wybrała na nowego króla 21-letniego szwedzkiego królewicza Zygmunta, syna Jana Wazy i Katarzyny Jagiellonki, siostrzeńca Anny Jagiellonki. Fakt, że młody królewicz wywodził się z Jagiellonów, dał Zygmuntowi przewagę w oczach szlachty.
Jednak kilka dni po elekcji, 22 sierpnia, opozycja Zborowskich obwołała królem niewybranego przez elekcję Maksymiliana III Habsburga. Królem ogłosił go biskup-nominat kijowski, Jakub Woroniecki.
W dniu 25 sierpnia grupa posłów litewskich złożyła protest w grodzie warszawskim, w którym odmówiła uznania obu elektów. Ponieważ jednak wybory były lege artis, o wyniku elekcji miały rozstrzygnąć siła i zdecydowanie zwolenników poszczególnych frakcji. W imieniu Zygmunta pacta conventa wstępnie zaprzysięgli jego posłowie: Eryk Brahe i Eryk Sparre.
W ostatnich dniach września 1587, na wody Zatoki Gdańskiej wpłynęła szwedzka flotylla złożona z ponad dwudziestu okrętów. Przywiozła ona Zygmunta III Wazę. Z powodu sprzeciwu protestantów z Gdańska, nie mogli skorzystać z kościoła mariackiego, dlatego Zygmunt wraz ze świtą przybył 7 października 1587 do Oliwy, gdzie w obecności kilkudziesięciu dostojników podpisał pacta conventa, po czym podskarbi pruski Jan Dulski (w zastępstwie nieobecnego marszałka wielkiego koronnego Andrzeja Opalińskiego) ogłosił go królem.
Król Zygmunt III powrócił na okręt, by następnego dnia przybyć do Gdańska, skąd 20 października wyruszył do Krakowa. W Krakowie zjawił się 9 grudnia witany przez biskupa kamienieckiego Wawrzyńca Goślickiego.
Sejm koronacyjny zebrał się 10 grudnia. 27 grudnia 1587 w katedrze wawelskiej Zygmunt został koronowany na króla Polski przez arcybiskupa gnieźnieńskiego i prymasa Polski Stanisława Karnkowskiego. Jednak koronacja nie zakończyła sporów elekcyjnych.
Finalnie, hetman wielki koronny Jan Zamoyski musiał stanąć zbrojnie po stronie Zygmunta III Wazy. 24 listopada pokonał 8-tysięczne wojsko austriackie oblegające Kraków. Następnie, 24 stycznia 1588, po pościgu rozbił przeciwnika pod Byczyną i wziął Habsburga do niewoli. Uwięził go w Krasnymstawie. Aresztowano też wielu jego zwolenników.
9 marca 1589, w imieniu pokonanych Habsburgów, cesarz Rudolf II Habsburg podpisał porozumienie (traktat bytomsko-będziński), w którym zobowiązał się do nieinterweniowania w wewnętrzne sprawy Rzeczypospolitej. Natomiast sejm pacyfikacyjny ogłosił amnestię. Uwolniono Maksymiliana i jego zwolenników.

## Herby i tytuły królewskie Zygmunta III Wazy

Herb królów Szwecji z dynastii Wazów
Herb władców Rzeczypospolitej z dynastii Wazów
Chorągiew królewska z okresu panowania dynastii Wazów (1587–1668) w Polsce

Zygmunt III, z Bożej łaski król Polski, wielki książę litewski, ruski, pruski, mazowiecki, żmudzki, inflancki, a także dziedziczny król Szwedów, Gotów i Wendów.
łac. Sigismundus Tertius Dei gratia rex Poloniæ, magnus dux Lithuaniæ, Russiæ, Prussiæ, Masoviæ, Samogitiæ, Livoniæque, necnon Suecorum, Gothorum Vandalorumque hæreditarius rex.
szw. Vi Sigismund med Guds nåde Sveriges, Götes och Vendes konung, storfurste till Finland, Karelen, Wåtschipethin och Ingermanland uti Ryssland och över de Ester i Livland hertig, så och konung till Polen, storfurste till Litauen, Rydzen, Preussen, Masurien, Samogitien, Kiouenn, Wolin och Livland herre

## Król Szwecji
Pięć lat po objęciu tronu w Polsce przez Zygmunta III Wazę, w 1592, zmarł jego ojciec, Jan III, który był królem Szwecji. Zygmunt stał się formalnie królem tego kraju. Powstała wówczas personalna unia polsko-szwedzka.
Zygmunt III Waza odebrał należną mu koronę Szwecji, jednak najpierw musiał zaprzysiąc zagwarantowanie praw dla luteranizmu i wyrzec się prób katolicyzacji Królestwa Trzech Koron. Po dopełnieniu tych formalności 19 lutego 1594 został wraz z żoną uroczyście koronowany w katedrze w Uppsali na króla Szwecji.
Jednak przeciwna katolickiemu królowi protestancka opozycja, pod wodzą regenta ks. Karola Sudermańskiego, doprowadziła do buntu w Szwecji. Wtedy Zygmunt III Waza stanął na czele korpusu interwencyjnego. Wobec braku synchronizacji działań ze swoimi szwedzkimi sojusznikami poniósł porażkę w bitwie pod Linköping w 1598. To doprowadziło do jego detronizacji przez Riksdag w 1599.
Jednocześnie sejm sztokholmski uznał syna Zygmunta III; królewicza Władysława IV Wazę, za następcę tronu. Postawiono jednak warunek, że królewicz ma przybyć do Szwecji, gdzie zostanie wychowany w religii dominującej w Szwecji, czyli luteranizmie.

## Polityka wyznaniowa

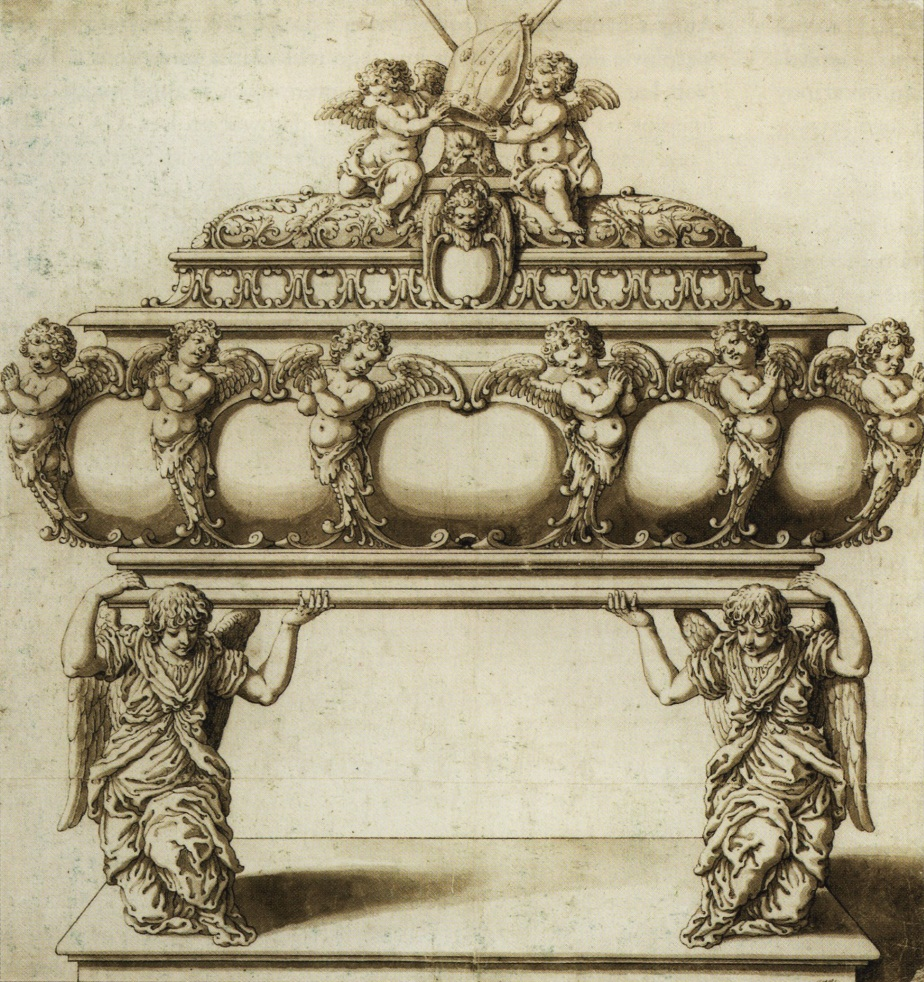
Projekt srebrnego relikwiarza trumiennego świętego Stanisława do katedry na Wawelu, ok. 1630 r., przykład wyśmienitego mecenatu artystycznego Zygmunta III

Zygmunt III opowiadał się za kontrreformacją. Będąc pod wpływem: jezuity Bernarda Gołyńskiego, Andrzeja Boboli, Piotra Skargi i prymasa Stanisława Karnkowskiego umacniał się w nietolerancji wobec innowierców. Dążył też do ściślejszej współpracy z papiestwem i katolickimi Habsburgami dlatego w 1592 zawarł związek małżeński z arcyksiężniczką Anną z Habsburgów.
W 1589 Moskwa stała się siedzibą patriarchatu, który zamierzał rozciągnąć swoją zwierzchność na biskupów prawosławnych Rzeczypospolitej. Unia kościelna miała stanowić zaporę dla tych aspiracji.
Zygmunt III Waza w 1596 doprowadził do zawarcia unii brzeskiej pomiędzy Kościołami katolickim i prawosławnym, której wynikiem było powstanie Kościoła unickiego, podporządkowanego papieżowi. Mimo częściowego zjednoczenia obu Kościołów unia spowodowała, w perspektywie czasu, dodatkowe podziały i waśnie między unitami i prawosławiem.
W tymże 1596 Zygmunt III rozpoczął przeprowadzkę do Warszawy swojego dworu ze spalonego rok wcześniej Zamku Królewskiego na Wawelu. Po 1611 Warszawa stała się Miastem Rezydencjonalnym Jego Królewskiej Mości. Oficjalną stolicą Królestwa Polskiego pozostał nadal Kraków, miejsce prawie wszystkich kolejnych koronacji, siedziba instytucji, tj. Skarbiec Koronny oraz depozytariusz królewskich insygniów.
W 1611 wymógł na księciu Janie Zygmuncie Hohenzollernie zgodę na budowę kościoła katolickiego w Królewcu, a w 1619 kaplicy w Świętej Lipce, gdzie w 1630 osiedlili się jezuici. Podobnie pod naciskiem króla zagwarantowano swobodę religijną katolikom w Kurlandii w 1617, gdzie pierwsze kościoły katolickie po protestantyzacji kraju powstały ponownie w połowie XVII w.

## Bunty kozackie
Zatargi z kozakami o stworzenie stałej armii na żołdzie Rzeczypospolitej (kozacy rejestrowi) doprowadziły do wybuchu serii buntów na Ukrainie, krwawo stłumionych przez wojska koronne i pospolite ruszenie. W latach 1591–1593 trwało powstanie Kosińskiego, 1594–1596 powstanie Nalewajki, na schyłek panowania Zygmunta III przypada powstanie Fedorowicza w 1630.
Zygmunt III nie interesował się natomiast problemami związanymi z południowo-wschodnimi granicami Rzeczypospolitej. Pozostawił je w gestii kanclerza Jana Zamoyskiego, który w 1595, realizując stare plany Stefana Batorego, zajął zbrojnie Mołdawię jako polskie lenno. Wojskowa interwencja Imperium Osmańskiego została odparta pod Cecorą i zależność Hospodarstwa Mołdawskiego od Rzeczypospolitej utrzymała się jeszcze do 1620. 16 lipca 1607 roku Rzeczpospolita i Imperium Osmańskie zawarły traktat pokojowy.
W kampanii mołdawskiej wziął także udział hetman Stanisław Żółkiewski, który w 1596 stłumił też powstanie kozackie Semena Nalewajki na Ukrainie.
Polska doznała również niepowodzeń w konflikcie z Imperium Osmańskim. W rozpoczętej przez nią wojnie w Mołdawii, sprowokowanej zresztą przez wyprawę polskich lisowczyków na Siedmiogród, wojska polskie poniosły w 1620 znaczne straty w czasie oblężenia pod Cecorą, a w trakcie odwrotu, zginął hetman wielki koronny Stanisław Żółkiewski. Wojskom tureckim oparła się natomiast twierdza w Chocimiu. Podczas jej oblężenia zmarł hetman Chodkiewicz. Wówczas zawarty został polsko-turecki układ pokojowy, przywracający granicę na Dniestrze z okresu panowania Zygmunta II Augusta, co było równoznaczne z utratą wpływów Rzeczypospolitej w Mołdawii i Wołoszczyźnie.

## Próba zamachu
15 listopada 1620 roku chory psychicznie polski kalwinista, Michał Piekarski, dokonał nieudanego zamachu na króla, gdy cały dwór był w drodze na nabożeństwo. Po tym wydarzeniu w warszawskiej kolegiacie św. Jana wybudowano kryty ganek pomiędzy zamkiem a lożą królewską.

## Interwencja w księstwach naddunajskich
W 1600 hetman wielki koronny Jan Zamoyski na czele 20-tysięcznej armii przeprowadził interwencję przeciwko hospodarowi wołoskiemu Michałowi Walecznemu i przywrócił tron mołdawski przychylnemu Polsce Jeremiemu Mohyle, a jego brata Szymona osadził na tronie Hospodarstwa Wołoskiego.

## Wojna ze Szwecją
Gdy w 1600 Zygmunt III Waza inkorporował do Rzeczypospolitej Estonię, stało się to powodem wkroczenia wojsk szwedzkich do Inflant. Rozpoczęła się wojna, tocząca się z przerwami od 1601 do 1629. W pierwszej fazie wojny doszło do kilku spektakularnych zwycięstw: pod Kokenhausen (1601), pod Białym Kamieniem (1604) i pod Kircholmem (1605). Ostatecznie jednak pierwsza faza wojen polsko-szwedzkich okazała się dla Rzeczypospolitej niekorzystna.
Szwedzi, po zawarciu w 1617 „wiecznego” pokoju z Rosją, wznowili w 1621 działania wojenne przeciw Rzeczypospolitej w Inflantach, zajmując Rygę. W 1626 Szwedzi przenieśli działania zbrojne do Prus, opanowali porty w Prusach Książęcych, zablokowali ujścia Dźwiny, Wisły i Odry oraz port w Gdańsku. 28 listopada 1627 doszło do bitwy morskiej pod Oliwą, w której zwycięstwo odniosła flota polska. W 1629 wojna zakończyła się jednak niekorzystnym dla Polski rozejmem w Altmarku, przy czym już wcześniej, na mocy rozejmu w Mitawie (1622), większość Inflant przeszła na rzecz Szwecji.

## Rokosz Zebrzydowskiego
W 1605 król zwołał sejm, na którym chciał uzyskać większe prerogatywy władzy królewskiej, zreformować parlament (poprzez usprawnienie obrad - zmiany regulaminu sejmowania), zwiększyć podatki oraz powołać stałą armię utrzymywaną z tychże itp. Stronnictwo popularystów, przeciwne królowi, odpowiedziało konfederacją, zawiązaną w Sandomierzu i zbrojnym rokoszem wojewody krakowskiego, Mikołaja Zebrzydowskiego, zakończonym klęską stronnictwa w bitwie pod Guzowem 6 lipca 1607. Mimo tego nie doszło do wzmocnienia rządów królewskich.

## Wojna z Rosją
W tym czasie w Rosji, po śmierci cara Fiodora I, syna i następcy Iwana Groźnego, miał miejsce kryzys władzy, określany mianem „wielkiej smuty”, który trwał przez kilkanaście lat. Mieli w nim udział Polacy, gdy po śmierci cara Borysa Godunowa osadzili na tronie moskiewskim Dymitra Samozwańca I (właściwie mnicha rosyjskiego, Grigorija Otriepjewa), wykreowanego na dworze Adama Wiśniowieckiego na rzekomego syna cara Iwana IV Groźnego. Dymitr Samozwaniec I obalony został przez spisek bojarów, a carem ogłosił się ich przywódca Wasyl Szujski.
W 1608 pojawił się jednak kolejny Dymitr, Dymitr Samozwaniec II, również wspomagany zbrojnie przez Polaków, głównie konfederatów sandomierskich oraz lisowczyków. Wówczas Wasyl zawarł układ o wzajemnej pomocy ze Szwecją, co stało się pretekstem do wszczęcia przez Zygmunta III Wazy kolejnej wojny z Rosją (1609–1618), jako wyprawy krzyżowej przeciwko prawosławiu, pobłogosławionej przez papieża Pawła V. Wojna rozpoczęła się od oblężenia Smoleńska, który Polacy zdobyli po dwóch latach.
Wcześniej, po zwycięskiej bitwie z połączonymi siłami szwedzko-rosyjskimi pod Kłuszynem w 1610, hetman polny koronny Stanisław Żółkiewski zajął Moskwę. 29 października 1611 wzięty do niewoli car Wasyl IV Szujski ukorzył się przed Zygmuntem III na Zamku Królewskim w Warszawie składając hołd.
Tron moskiewski zamierzał zająć Zygmunt III Waza na czas niepełnoletności swojego syna. Bojarzy natomiast godzili się na objęcie tronu przez królewicza Władysława (miał 15 lat), syna Zygmunta III Wazy i miał on przejść na prawosławie. Po dwóch latach Polacy, pozbawieni odsieczy, zostali jednak z Moskwy wyparci. Jeszcze raz próbowali zdobyć stolicę Rosji w 1618, o co bardzo zabiegali biskupi i kler katolicki, zwłaszcza jezuici, pragnący podporządkowania prawosławnej Moskwy papieżowi. Po nieudanej próbie opanowania miasta, zawarty został w 1619 rozejm w Dywilinie, na mocy którego Rzeczpospolita odzyskała Smoleńsk oraz ziemie czernihowską i siewierską.

## Schyłek panowania

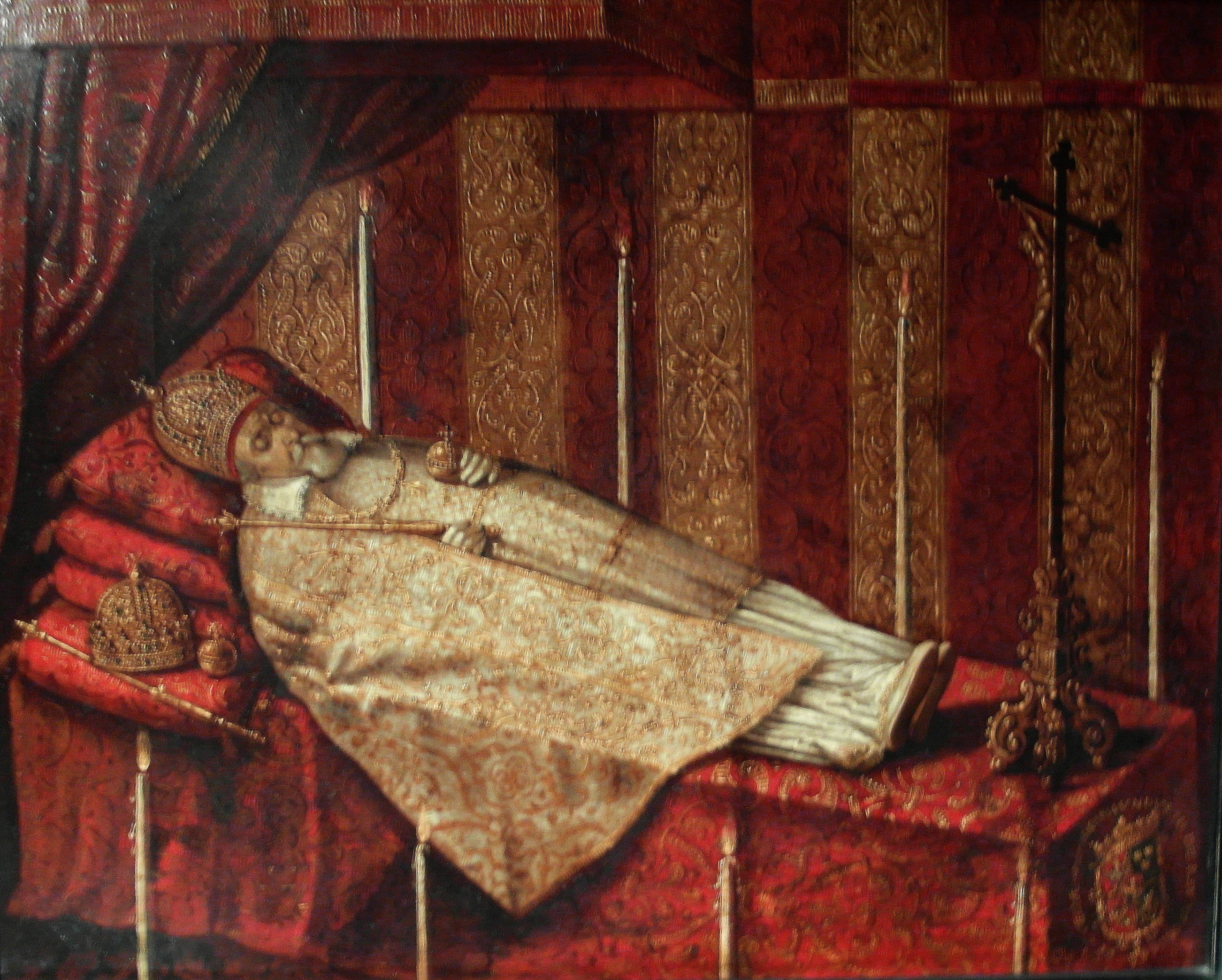
Zygmunt III na łożu paradnym, obraz pędzla artysty dworskiego z 1632 roku

Zygmunt III nabył dwór Bobolów przy klasztorze bernardynów w Warszawie i przystosował na rezydencję dla najstarszego syna Władysława IV. Z powodu tego dworu, który wraz ze wspaniałym urządzeniem królewicz podarował Adamowi Kazanowskiemu, wyniknął spór syna z ojcem.
Zygmunt III Waza załamał się śmiercią żony Konstancji 10 lipca 1631 i ciężko zachorował. Zmarł wkrótce na udar mózgu 30 kwietnia 1632. Został pochowany w katedrze na Wawelu w Krakowie. Sejm elekcyjny 8 listopada obrał na króla jego starszego syna Władysława IV (1632–1648).

## Inwestycje i fundacje
- Kościół św. Piotra i Pawła w Krakowie z 1597 r.
- Kaplica Królewska na Wawelu z 1602 r.
- Zamek Królewski w Warszawie (przebudowa w stylu wczesnego baroku rzymskiego)
- Zamek Ujazdowski w Warszawie
- Kościół św. Kazimierza w Wilnie z 1604 r.
- Fortyfikacje bastionowe na Zamku w Tykocinie z lat 1611–1632
- Kaplica Moskiewska w Warszawie z 1620 roku
- Cytadela tzw. „Fortalicja Zygmuntowska” w Smoleńsku z lat 1629–1631
- Wał Zygmuntowski w Warszawie
- Willa myśliwska w Nieporęcie
- Kanał Królewski (Długa-Narew)
- praca Stanisława Łubieńskiego, Dzieje Polski od śmierci Zygmunta Augusta, wyd. 1672

## Dedykacje
W 1599 r. została opublikowana pierwsza w języku polskim Biblia, tzw. Biblia Wujka, w której kapłani Towarzystwa Jezusowego dedykują ją królowi Zygmuntowi III Wazie. Napisane tam jest m.in., co następuje: "Najjaśniejszemu i Niezwyciężonemu Monarsze Zygmuntowi Trzeciemu, z łaski Bożej Królowi Polskiemu i Szwedzkiemu, Wielkiemu Książęciu Litewskiemu, łaska i pokój od Pana naszego Jezusa Chrystusa". 
Kolejną dedykacją poświęconą królowi Zygmuntowi III Waza jest napisana przez polskiego historyka Marcina Bielskiego "Kronika polska" wydana w 1597 r. przez jego syna Joachima.

## Genealogia
| Prapradziadkowie                                       | Johan Kristiernsson Vasa (1426–1477) ∞1451 Birgitta Gustavsdotter Sture (-1472)  | Måns Karlsson Eka ∞ Sigrid Eskilsdotter Banér                                    | Abraham Kristiernsson Leijonhufvud ∞ Birgitta Månsdotter Natt och Dag            | Erik Karlsson Vasa (1436–1491) ∞ Anna Karlsdotter Vinstorpaätten                 | król Polski Władysław II Jagiełło (1362-1434) ∞1422 Zofia Holszańska (1405-1461)           | król Niemiec Albrecht II Habsburg (1397–1439) ∞1421 Elżbieta Luksemburska (1409–1442)      | książę Mediolanu Galeazzo Maria Sforza (1444–1476) ∞1468 Bona Sabaudzka (1449–1503)   | król Neapolu Alfons II (1448–1495) ∞1465 Ippolita Maria Sforza (1446–1484)            |
| Pradziadkowie                                          | Erik Johansson Vasa (1470-1520) ∞1495 Cecilia Månsdotter Eka (1476 – 1523)       | Erik Johansson Vasa (1470-1520) ∞1495 Cecilia Månsdotter Eka (1476 – 1523)       | Erik Abrahamsson Leijonhufvud (-1520) ∞1512 Ebba Eriksdotter Vasa (-1549)        | Erik Abrahamsson Leijonhufvud (-1520) ∞1512 Ebba Eriksdotter Vasa (-1549)        | król Polski Kazimierz IV Jagiellończyk (1427–1492) ∞1454 Elżbieta Habsburżanka (1436–1505) | król Polski Kazimierz IV Jagiellończyk (1427–1492) ∞1454 Elżbieta Habsburżanka (1436–1505) | książę Mediolanu Gian Galeazzo Sforza (1469–1494) ∞1488 Izabela Aragońska (1470–1524) | książę Mediolanu Gian Galeazzo Sforza (1469–1494) ∞1488 Izabela Aragońska (1470–1524) |
| Dziadkowie                                             | król Szwecji Gustaw I Waza (1496–1560) ∞1536 Małgorzata Leijonhufvud (1516–1551) | król Szwecji Gustaw I Waza (1496–1560) ∞1536 Małgorzata Leijonhufvud (1516–1551) | król Szwecji Gustaw I Waza (1496–1560) ∞1536 Małgorzata Leijonhufvud (1516–1551) | król Szwecji Gustaw I Waza (1496–1560) ∞1536 Małgorzata Leijonhufvud (1516–1551) | król Polski Zygmunt I Stary (1467–1548) ∞1518 Bona Sforza (1494–1557)                      | król Polski Zygmunt I Stary (1467–1548) ∞1518 Bona Sforza (1494–1557)                      | król Polski Zygmunt I Stary (1467–1548) ∞1518 Bona Sforza (1494–1557)                 | król Polski Zygmunt I Stary (1467–1548) ∞1518 Bona Sforza (1494–1557)                 |
| Rodzice                                                | król Szwecji Jan III Waza (1537–1592) ∞1562 Katarzyna Jagiellonka (1526–1583)    | król Szwecji Jan III Waza (1537–1592) ∞1562 Katarzyna Jagiellonka (1526–1583)    | król Szwecji Jan III Waza (1537–1592) ∞1562 Katarzyna Jagiellonka (1526–1583)    | król Szwecji Jan III Waza (1537–1592) ∞1562 Katarzyna Jagiellonka (1526–1583)    | król Szwecji Jan III Waza (1537–1592) ∞1562 Katarzyna Jagiellonka (1526–1583)              | król Szwecji Jan III Waza (1537–1592) ∞1562 Katarzyna Jagiellonka (1526–1583)              | król Szwecji Jan III Waza (1537–1592) ∞1562 Katarzyna Jagiellonka (1526–1583)         | król Szwecji Jan III Waza (1537–1592) ∞1562 Katarzyna Jagiellonka (1526–1583)         |
| Zygmunt III Waza (1566–1632) król Polski, król Szwecji |                                                                                  |                                                                                  |                                                                                  |                                                                                  |                                                                                            |                                                                                            |                                                                                       |                                                                                       |

## Rodzina
31 maja 1592 w Warszawie poślubił arcyksiężniczkę Annę Habsburżankę (1573–1598), córkę arcyksięcia austriackiego Karola Styryjskiego i księżniczki bawarskiej Marii Anny Wittelsbach. Para miała dwóch synów i trzy córki. Anna zmarła z powodu wykrwawienia w czasie poronienia.
| Obraz | Imię               | Data Urodzenia | Data śmierci | Małżeństwa                                             |
| ----- | ------------------ | -------------- | ------------ | ------------------------------------------------------ |
|       | Anna Maria Wazówna | 1593           | 1600         |                                                        |
|       | Katarzyna Wazówna  | 1594           | 1594         |                                                        |
|       | Władysław IV Waza  | 1595           | 1648         | 1.Cecylia Renata Habsburżanka. 2.Ludwika Maria Gonzaga |
|       | Katarzyna Wazówna  | 1596           | 1597         |                                                        |
|       | Krzysztof Waza     | 1598           | 1598         |                                                        |

11 grudnia 1605 roku Król poślubił młodszą siostrę pierwszej żony arcyksiężniczkę Konstancję Habsburżankę (1588–1631). Urodziła ona pięciu synów i dwie córki.
| Obraz | Imię                              | Data Urodzenia | Data śmierci | Małżeństwa               |
| ----- | --------------------------------- | -------------- | ------------ | ------------------------ |
|       | Jan Kazimierz Waza                | 1607           | 1608         |                          |
|       | Jan Kazimierz Waza                | 1609           | 1672         | 1. Ludwika Maria Gonzaga |
|       | Jan Albert Waza                   | 1612           | 1634         |                          |
|       | Karol Ferdynand Waza              | 1613           | 1655         |                          |
|       | Aleksander Karol Waza             | 1614           | 1634         |                          |
|       | Anna Konstancja Wazówna           | 1616           | 1616         |                          |
|       | Anna Katarzyna Konstancja Wazówna | 1619           | 1651         | 1. Filip Wilhelm         |

W sumie Zygmunt miał dwanaścioro dzieci (siedmiu synów i pięć córek).

## Galeria

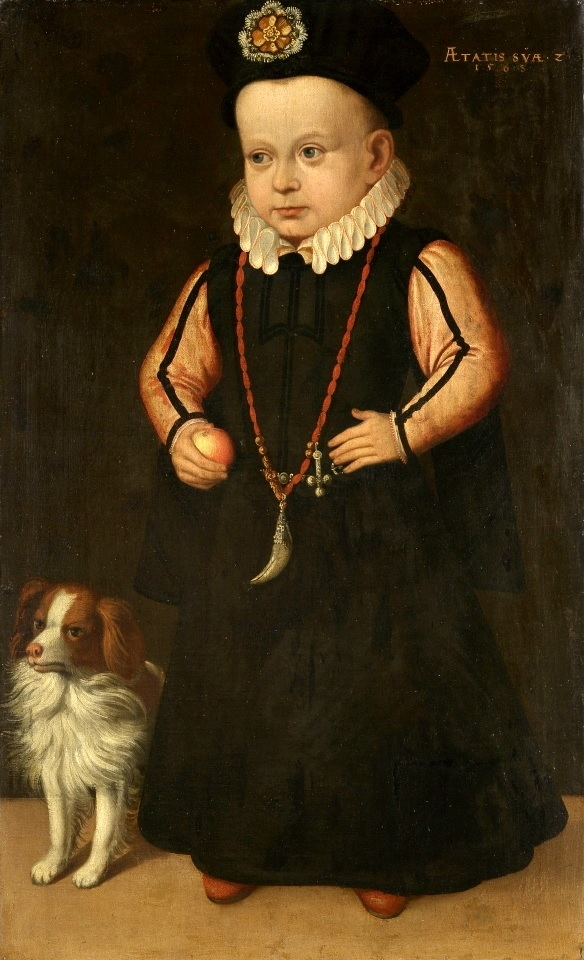
Portret królewicza Zygmunta, autor Johan Baptista van Utter, 1568 r.
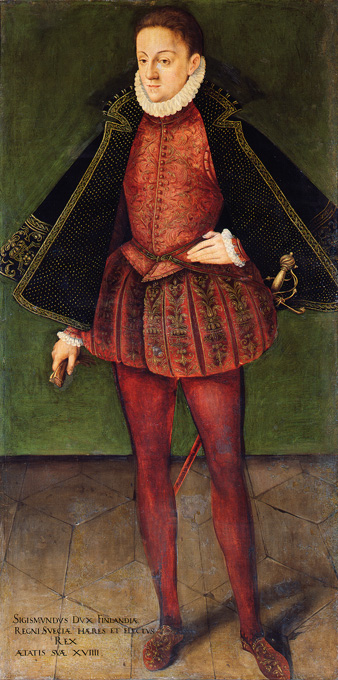
Portret królewicza Zygmunta, autor nieznany, 1585 r.
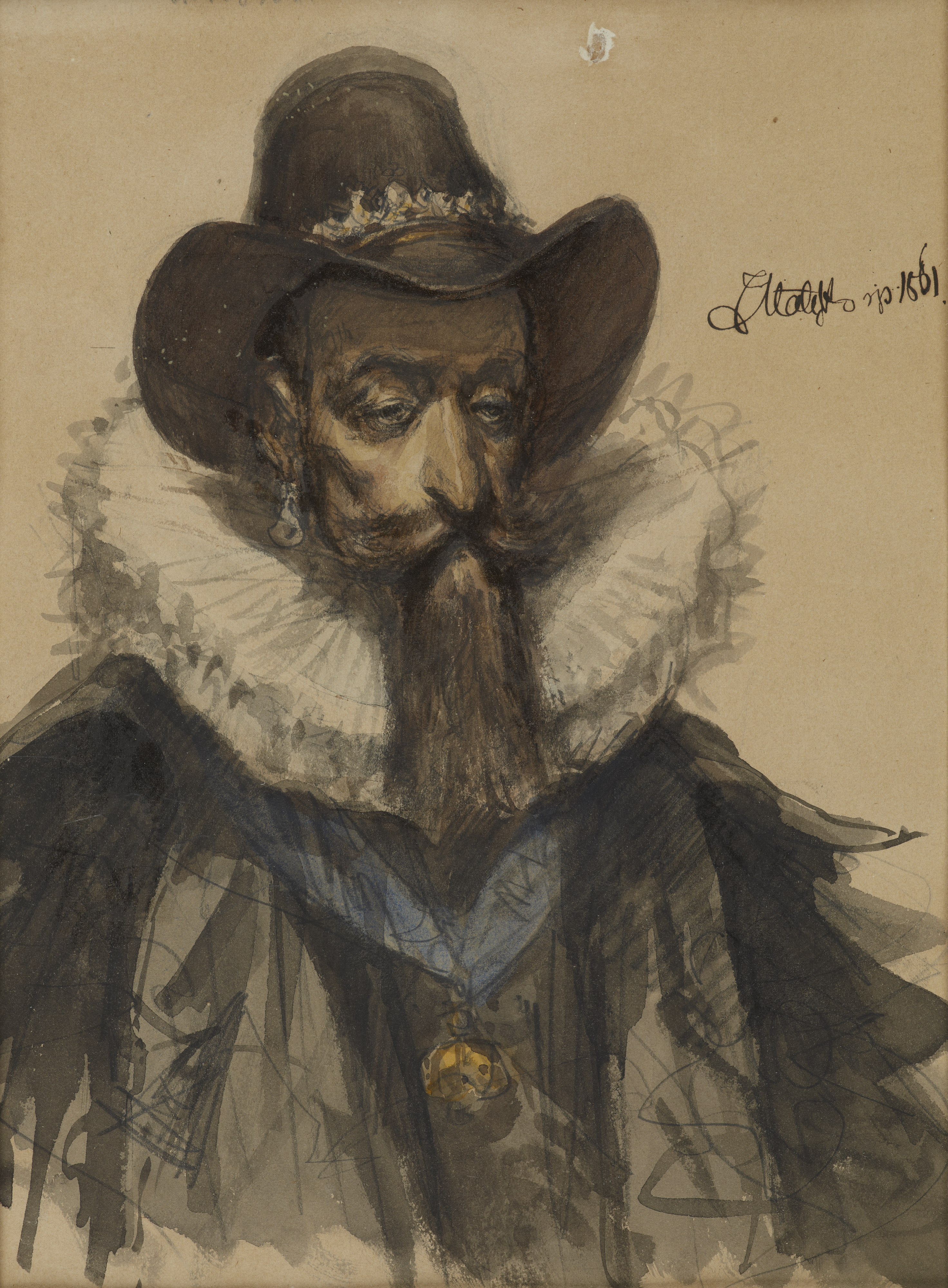
Zygmunt III Waza - wg Jana Matejki
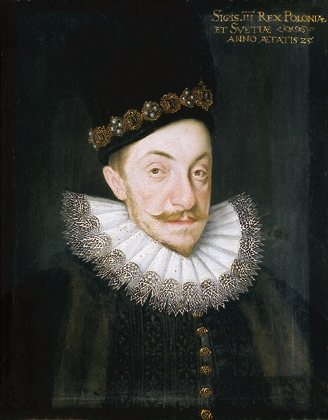
Portret króla Zygmunta III Wazy, autor Marcin Kober, 1591 r.
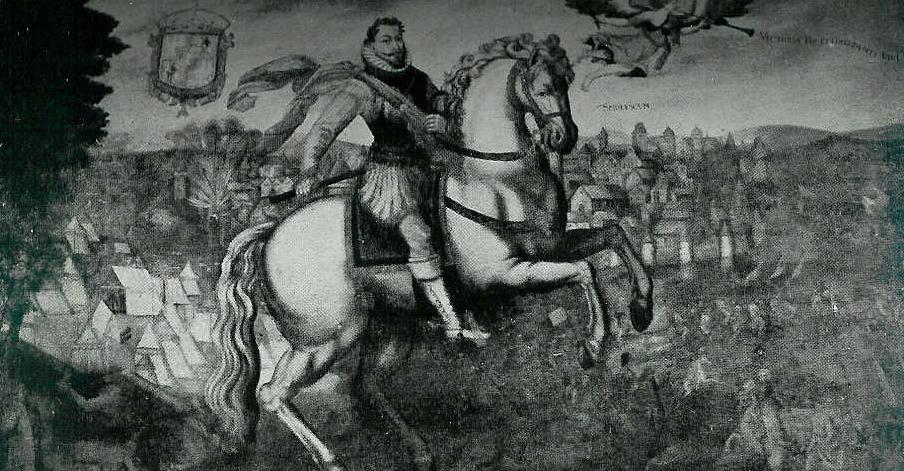
Portret konny Zygmunta III Wazy na tle oblężenia Smoleńska, autor Tomasz Dolabella, ok. 1610 r.
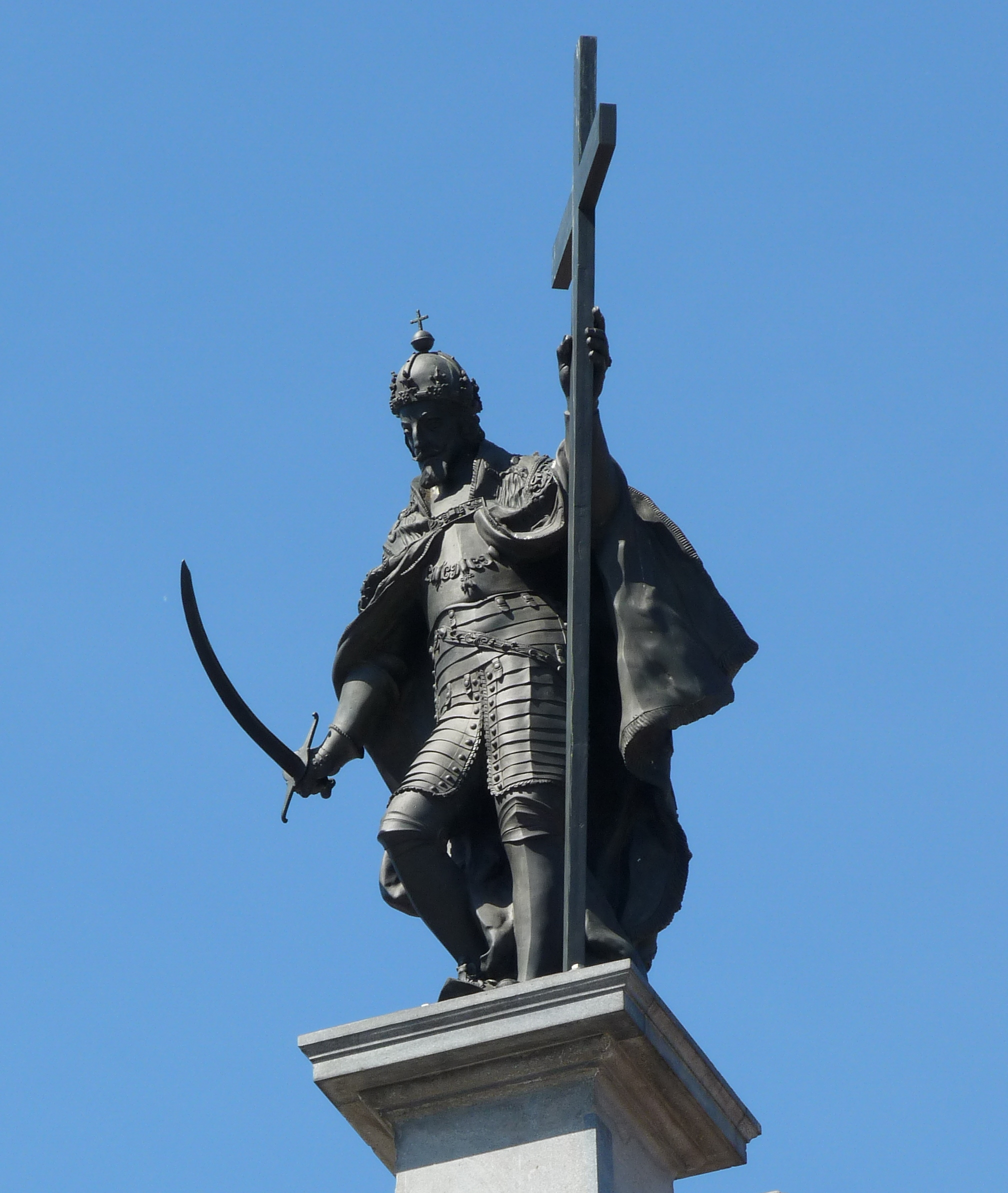
Kolumna Zygmunta III Wazy w Warszawie z 1643/1644 r.
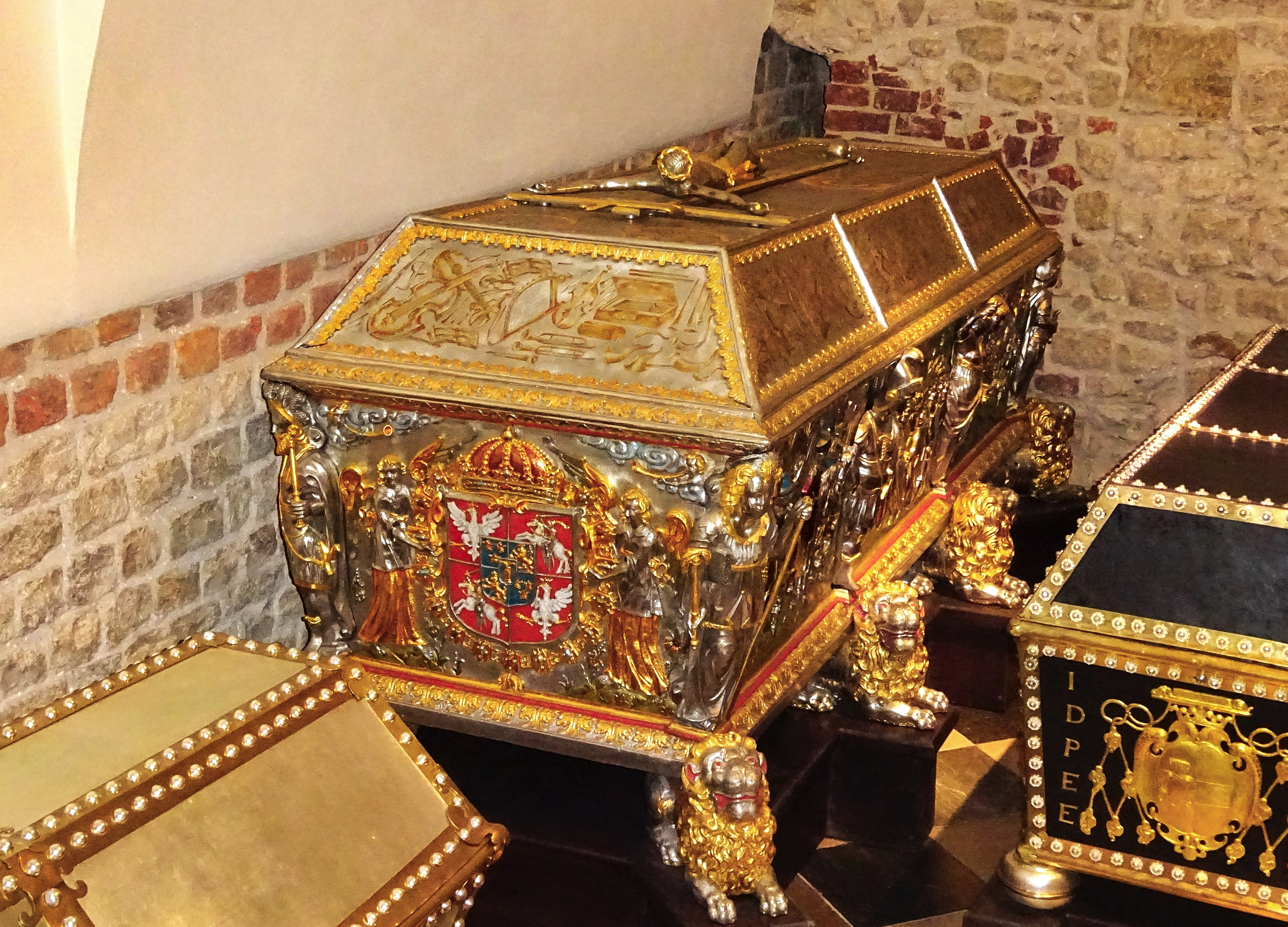
Sarkofag Zygmunta III Wazy na Wawelu